# Liste der Studentenverbindungen in Holzminden
Die Liste der Studentenverbindungen in Holzminden verzeichnet die aktiven, suspendierten und erloschenen Studentenverbindungen in Holzminden. Sie sind an der Hochschule für angewandte Wissenschaft und Kunst (HAWK) mit Standort Holzminden ansässig.

## Liste
Die Sortierung erfolgt nach dem Gründungsdatum.
|  |
|  |
|  |
|  |
|  |

|  |
|  |
|  |
|  |
|  |

|  |
|  |
|  |
|  |
|  |

|  |
|  |
|  |
|  |
|  |

|  |
|  |
|  |
|  |
|  |

f.f. = farbenführend, ansonsten farbentragend

## Örtliche Zusammenschlüsse
Der Kartellverband Holzminden (KVH) wurde am 15. Juni 1931 von einigen studentischen Verbindungen in Holzminden gegründet. Er wurde am 5. Oktober 1935 durch eine Versammlung des Kartells aufgelöst. Nachdem sich die Freie Burschenschaft Brunonia, die Freie Burschenschaft Waldecia und die Landsmannschaft Westfalia in 1949 wiedergegründet hatten, gründeten diese am 15. April 1949 auch den Kartellverband Holzminden neu. Die anderen Holzmindener Verbindungen schlossen sich in der Folge nach und nach wieder dem Kartell an.
Der Kongress ist ein Zusammenschluss der Holzmindener und Höxteraner Verbindungen, welcher am 30. Mai 1953 durch die erste Konkresskneipe gegründet wurde.